# Neritos cotes
Neritos cotes là một loài bướm đêm thuộc phân họ Arctiinae, họ Erebidae.